# Loricoecia ctenophora
Loricoecia ctenophora är en kräftdjursart som först beskrevs av G. W. Müller 1906.  Loricoecia ctenophora ingår i släktet Loricoecia och familjen Halocyprididae. Inga underarter finns listade i Catalogue of Life.